# So Wa Wai
So Wa Wai (6 de octubre de 1981) es un deportista hongkonés que compitió en atletismo adaptado. Ganó doce medallas en los Juegos Paralímpicos de Verano entre los años 1996 y 2012.

## Palmarés internacional
| Juegos Paralímpicos | Juegos Paralímpicos      | Juegos Paralímpicos | Juegos Paralímpicos |
| Año                 | Lugar                    | Medalla             | Prueba              |
| ------------------- | ------------------------ | ------------------- | ------------------- |
| 1996                | Atlanta (Estados Unidos) | Medalla de oro      | 4 × 100 m T34-37    |
| 2000                | Sídney (Australia)       | Medalla de oro      | 100 m T36           |
| 2000                | Sídney (Australia)       | Medalla de oro      | 200 m T36           |
| 2000                | Sídney (Australia)       | Medalla de oro      | 400 m T36           |
| 2000                | Sídney (Australia)       | Medalla de bronce   | 4 × 100 m T38       |
| 2000                | Sídney (Australia)       | Medalla de bronce   | 4 × 400 m T38       |
| 2004                | Atenas (Grecia)          | Medalla de oro      | 200 m T36           |
| 2004                | Atenas (Grecia)          | Medalla de plata    | 100 m T36           |
| 2004                | Atenas (Grecia)          | Medalla de plata    | 400 m T36           |
| 2008                | Pekín (China)            | Medalla de oro      | 200 m T36           |
| 2008                | Pekín (China)            | Medalla de bronce   | 100 m T36           |
| 2012                | Londres (Reino Unido)    | Medalla de plata    | 200 m T36           |